# Baliza de Punta Roncudo
La baliza de Cabo Roncudo es un baliza costera situada en el promontorio de Cabo Roncudo, próxima al pueblo de Corme-Puerto, en Puenteceso (provincia de La Coruña, Galicia, España). Está gestionada por la autoridad portuaria de La Coruña.

## Historia
El nombre viene dado por el ruido que realiza el mar cuando rompe en los acantilados. La zona también es famosa por los percebes del Roncudo, siendo este uno de los lugares favoritos para cogerlos.